# Odratzheim
Odratzheim je občina v departmaju Bas-Rhin francoske regije Alzacija.
Leta 1990 je v občini živelo 347 oseb oz. 225 oseb/km².